# Aleksandr Boríssov
Aleksandr Boríssov (rus: Александр Алексеевич Борисов)  (Gluboky Ruchey, 2 de novembre de 1866 (Julià) - Krasnoborsk i Gorodishchenskaya, 17 d'agost de 1934) va ser un pintor modernista rus.
En l'inici de la seva carrera artística va ser un pintor d'icones russes i va destacar per la seva feina al monestir de Solovetskii. Posteriorment va ingressar a l'Escola de Disseny de la Societat de Suport a les Arts de Sant Petersburg, on va estudiar amb Arkhip Kuindzhi i Iván Shishkin. Allí es va especialitzar en pintura d'"escenes poètiques", sobretot paisatges, del nord de Rússia, cap a on va viatjar després d'aquest període i on va aconseguir retratar la "bellesa il·limitada de la tundra i del majestuós Oceà Àrtic", en les seves pròpies paraules.
El 1899, l'empresari, col·leccionista d'art i mecenes Pável Tretiakov va adquirir 65 pintures de l'artista, que passarien a formar part de la Galeria Tretiakov de Moscou.
Boríssov va pintar, entre 1898 i 1900, algunes sèries de paisatges i retrats del poble samoiedes i els seus hàbits, entre elles Samoiedes a la tundra durant la primavera, pintada en 1898, i Samoiedes pescant, pintat entre 1900 i 1901. Totes les obres que va desenvolupar en aquest període es troben avui exposades en el Museu de Belles arts d'Arkhànguelsk. En 1906, l'exposició sobre el seu treball a París va fer que el govern li atorgués la Legió d'Honor.
La seva obra més coneguda és, sens dubte, Conte d'hivern. Pintat el 1913 amb la tècnica d'oli sobre llenç, retrata un paisatge hivernal rus, replet arbres alts i coberts de neu.